# Lago Kutubu
Lago Kutubu es un lago en la provincia de Tierras Altas del Sur de Papúa Nueva Guinea. Se encuentra al este del río Kikori, en el que finalmente sus aguas van. Se trata de cuerpo de agua a unos 50 km al suroeste de Mendi, la capital provincial. Es uno de los pocos lagos en el país que se encuentra en una depresión en las escarpadas montañas del interior. Es el segundo lago más grande de Papúa Nueva Guinea, después del Lago Murray, y a 800 metros sobre el nivel del mar, es el mayor lago de montaña. El área del lago es de 49,24 kilómetros cuadrados, mientras que el área total de la cuenca es de 250 km².  Los lagos Kutubu y Sentani forma una ecorregión de global.